# 神延铁路

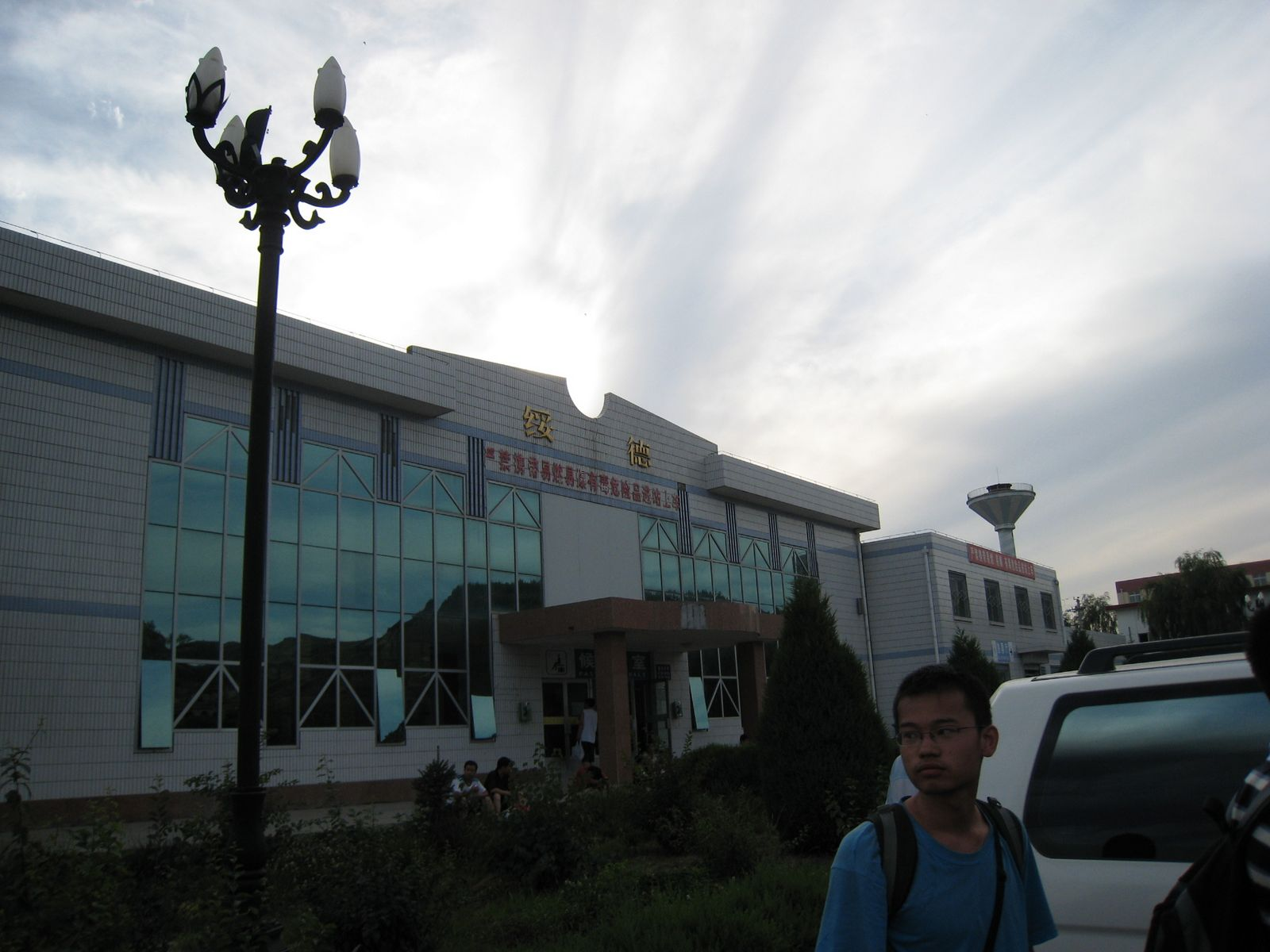
1998年随神延铁路修建的绥德站老站房，该站已于2010年重建，成为太中银铁路和包西铁路的交汇点

神延铁路，自陕西神木市的神木北站至陕西延安市延安北站，正线全长382.4公里。总投资64.7亿元。铁道部投资80%，陕西省政府投资20%，由西延铁路有限责任公司运营。是包西铁路的一段。沿线设有车站38个，途经榆林、延安的7县2区。1998年5月开工，2001年4月15日全线铺通，2002年2月8日首部列车开通，正式投入营运。
随着包西铁路大通道建设，2010年12月25日，神延铁路延安北站至大保当建成复线化运营。而大保当到神木北仍然保持单线状态，该段改称神大铁路。
神延铁路在神木北站与神华集团的包神铁路、神朔铁路相连，在延安与西延铁路相接。